# As Daylight Dies
As Daylight Dies é o quarto álbum de estúdio da banda de metalcore, Killswitch Engage, lançado em 21 de novembro de 2006 pela gravadora Roadrunner Records.
Este álbum possui uma característica mais peculiar, tendo as letras voltadas para o lado mais romântico, deixando um pouco de lado algumas técnicas utilizadas no álbum The End of Heartache. Músicas com riffs pesados, porém, mais lentos que os de álbuns anteriores.
Este álbum também apresenta o guitarrista Adam Dutkiewicz mais presente nos vocais de apoio, quase como um segundo cantor, além de fazer pequenos duetos com Howard Jones em faixas como "This is Absolution", "Break the Silence",  "My Curse" a qual ele canta parte da ponte e "Reject Yourself"  que Adam canta parte do refrão.

## Recepção
As Daylight Dies foi certificado ouro duas vezes, uma nos EUA pela RIAA e outra no CAN pela MC.
| Críticas profissionais | Críticas profissionais |
| Avaliações da crítica  | Avaliações da crítica  |
| Fonte                  | Avaliação              |
| ---------------------- | ---------------------- |
| allmusic               | link                   |
| Blender                | link                   |
| Drowned in Sound       | link                   |

## Faixas[5]
Todas as letras escritas por Howard Jones e músicas compostas por Killswitch Engage.
| N.º            | Título                  | Duração |  |
| 1.             | "Daylight Dies"         | 4:05    |  |
| 2.             | "This is Absolution"    | 3:34    |  |
| 3.             | "The Arms of Sorrow"    | 3:44    |  |
| 4.             | "Unbroken"              | 3:08    |  |
| 5.             | "My Curse"              | 4:04    |  |
| 6.             | "For You"               | 4:03    |  |
| 7.             | "Still Beats Your Name" | 3:19    |  |
| 8.             | "Eye of the Storm"      | 3:56    |  |
| 9.             | "Break The Silence"     | 4:32    |  |
| 10.            | "Desperate Times"       | 4:25    |  |
| 11.            | "Reject Yourself"       | 4:45    |  |
| Duração total: | Duração total:          | 43:39   |  |

| Faixas bônus Edição Especial | |                  |         |  |
| N.º                          | Título                                                                                             | Compositor(es)   | Duração |  |
| 12.                          | "Be One"                                                                                           |                  | 3:31    |  |
| 13.                          | "Let the Bridges Burn"                                                                             |                  | 4:29    |  |
| 14.                          | "This Fire" (Também conhecida como "This Fire Burns", originalmente do álbum WWE Wreckless Intent) |                  | 3:10    |  |
| 15.                          | "Holy Diver" (Dio Cover) (Originalmente do álbum High Voltage!: A Brief History of Rock)           | Ronnie James Dio | 4:10    |  |

### DVD Edição especial
1. "My Curse" (vídeo)
2. "The Arms of Sorrow" (vídeo)
3. "Holy Diver" (vídeo)
4. "Making-of "videos" para 2 clipes ("My Curse" e "The Arms Of Sorrow")

## Créditos
- Howard Jones - Vocal
- Adam Dutkiewicz - Guitarra e Vocal de apoio
- Joel Stroetzel - Guitarra
- Mike D'Antonio - Baixo
- Justin Foley - Bateria